# Facebook
Facebook (pronunciado /ˈfeɪsbʊk/ (escucharⓘ)) es un servicio de redes y medios sociales en línea estadounidense con sede en Menlo Park, California. Su sitio web fue lanzado el 4 de febrero de 2004 por Mark Zuckerberg, junto con otros estudiantes de la Universidad de Harvard y compañeros de habitación, Eduardo Saverin, Andrew McCollum, Dustin Moskovitz y Chris Hughes. Pertenece a la empresa Meta que incluye otros servicios informáticos y de redes sociales. Está disponible en español desde el 11 de febrero de 2008.
Es una plataforma que funciona sobre una infraestructura de computación basada en sistemas GNU/Linux, usando el conjunto de tecnologías LAMP, entre otras.
Inicialmente, los fundadores limitaron la membresía del sitio web a los estudiantes de Harvard, pero después lo ampliaron a instituciones de educación superior en el área de Boston, en las escuelas de la Ivy League y en la Universidad Stanford. Asimismo, gradualmente agregó soporte para estudiantes en varias otras universidades, y finalmente a estudiantes de secundaria.
Desde 2006, se le ha permitido convertirse en usuario registrado de Facebook a cualquier persona que diga tener al menos 13 años, aunque según las leyes locales este requisito varía. El nombre proviene de los directorios de fotos personales que a menudo se entregan a estudiantes universitarios estadounidenses.
En febrero de 2012 salió a bolsa mediante una oferta pública de venta (OPV) y alcanzó una valoración de 104 000 millones de dólares, la más alta para una empresa que empieza a cotizar. Comenzó a vender acciones al público tres meses después, pero la mayoría de sus ingresos los obtiene de los anuncios que aparecen en pantalla.
Se puede acceder desde una amplia gama de dispositivos con conexión a Internet, como computadoras personales (PC), portátiles, tabletas y teléfonos inteligentes.
Una vez registrados, los usuarios pueden crear un perfil personalizado que indique su nombre, ocupación, escuelas atendidas, etc. Los usuarios pueden agregar a otros usuarios como «amigos», intercambiar mensajes, publicar actualizaciones de estado, compartir fotos, vídeos y enlaces, usar varias aplicaciones de software (apps) y recibir notificaciones de la actividad de otros usuarios. Además, pueden unirse a grupos de usuarios de interés común organizados por lugar de trabajo, escuela, pasatiempos u otros temas, y categorizar a sus amigos en listas como «personas del trabajo» o «amigos cercanos». También proporciona opciones para reportar o bloquear a personas desagradables o amistades no deseadas.
En marzo de 2018, Facebook contaba con más de 2700 millones de usuarios activos mensuales. Su popularidad ha supuesto una ingente cobertura mediática de la compañía, como un escrutinio significativo sobre la privacidad y los efectos psicológicos que tiene en los usuarios. Desde finales de la década de 2010, la compañía se ha enfrentado con una intensa presión sobre la cantidad de noticias falsas, la incitación al odio y las representaciones de violencia que prevalecen en sus servicios, aspectos que está intentando contrarrestar.

## Historia

### Inicios
Mark Zuckerberg creó Facebook durante su periodo de estudiante de la Universidad de Harvard, pero abandonó las clases cuando esta red social comenzó a adquirir popularidad. En 2003, lanzó en la universidad un sitio web llamado Facemash (pronunciación AFI [feɪsmæʃ]) donde reunía varias fotografías y nombres de estudiantes de Harvard. Este sitio estuvo disponible solo por algunas horas (atrajo a 450 usuarios, movilizando 22.000 fotos) y por este suceso fue llevado ante los directivos de la Universidad, quienes culparon a Mark Zuckerberg por haber sustraído datos e imágenes del sistema informático de la institución, por lo que le suspendieron de asistir a las clases. El año siguiente dejó la universidad para crear Facebook.
En enero de 2004, los hermanos Winklevoss y Divya Narendra, estudiantes también de Harvard, supieron del incidente de Zuckerberg y su Facemash, observaron sus habilidades informáticas y le hablaron acerca de una idea que tenían para crear un directorio web en línea para el uso de todos los integrantes de las fraternidades en la universidad, hasta entonces dispersos en diversos facebooks, anuarios impresos. Zuckerberg aceptó y comenzó a trabajar en ese proyecto, pero simultáneamente trabajaba en uno propio, el thefacebook, que apareció el 4 de febrero de 2004 reflejando a Zuckerberg como creador. Seis días después, los hermanos Winklevoss y Narendra interponen una demanda pues thefacebook era similar al sitio web en el que estaban trabajando, llamado HarvardConnection.com. Acusaron a Mark de haber retrasado intencionalmente el de su proyecto en común, en el que él era el desarrollador principal, para crear thefacebook, y que por consiguiente les robó su idea y no les atribuyó ningún reconocimiento. Thefacebook se hizo muy popular entre todos los estudiantes de Harvard y pronto se expandió, hasta llegar a otras instituciones y alcanzando a todas las universidades de la Ivy League.
En algún momento de 2004, Sean Parker, creador de Napster, supo de la existencia de thefacebook por medio de su novia. Parker ya tenía experiencia en redes sociales al ser accionista de Friendster, entonces la más popular. Por la diferencia de público entre ambas, Parker intuyó que thefacebook podía tener mayor potencial. Tuvo una entrevista con Zuckerberg para negociar entrar como presidente ejecutivo, a cambio de eliminar el the del nombre dejándolo como Facebook. En 2005 Sean Parker fue expulsado del cargo de presidente ejecutivo después de ser arrestado como sospechoso por posesión de cocaína.
La idea de crear una comunidad basada en la Web en que la gente compartiera sus gustos y sentimientos no era nueva, pues David Bohnett, creador de Geocities, la había incubado a fines de la década de los años 80. Una de las estrategias de Zuckerberg fue abrir la plataforma Facebook a otros desarrolladores.
Entre 2006 y 2022 se puso en marcha Facebook en español, traducido por voluntarios, extendiéndose a los países de Hispanoamérica y a España.

### Expansión

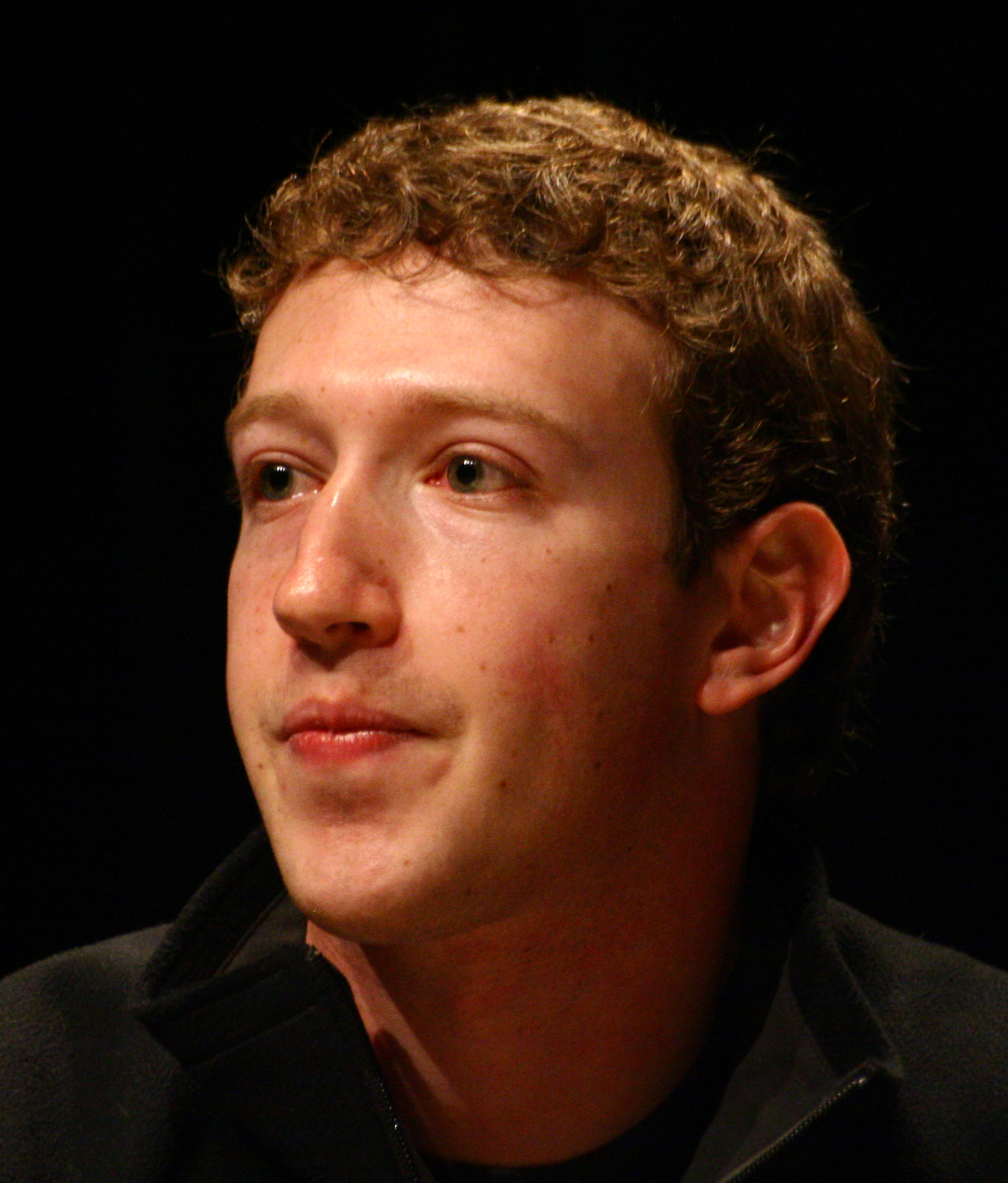
Mark Zuckerberg

Facebook comenzó a permitir que los estudiantes universitarios agregasen a estudiantes cuyas escuelas no estaban incluidas en el sitio debido a las peticiones de los usuarios. En marzo de 2006, BusinessWeek divulgó que se estaba negociando una adquisición potencial del sitio. Facebook declinó una oferta de 1000 millones de dólares.
En mayo de 2006, la red de Facebook se extendió con éxito en la India, con apoyo de institutos de tecnología de aquel país. En junio de 2006, hubo un acuerdo con iTunes Store para que conociera los gustos musicales de los usuarios y ofrecer así un enlace de descarga en su propio sitio. En agosto de 2006, Facebook agregó universidades en Alemania e Israel a su red. También introdujo la importación de blogs de Xanga, LiveJournal o Blogger.
Desde septiembre de 2006, Facebook se abre a todos los usuarios de Internet, a pesar de protestas de gran parte de sus usuarios, ya que perdería la base estudiantil sobre la cual se había mantenido. En julio de 2007, anunció su primera adquisición, Parakey, Inc., de Blake Ross y de Joe Hewitt. En agosto del mismo año se le dedicó la portada de la prestigiosa revista Newsweek; además de una integración con YouTube.
A finales de ese mismo año Facebook vendió una parte, el 1,6 %, a Microsoft a cambio de $240 millones de dólares, con la condición de que Facebook se convirtiera en un modelo de negocio para marcas de fábrica en donde se ofrezcan sus productos y servicios, según los datos del usuario y del perfil de este. Esta adquisición valoró Facebook en quince mil millones de dólares, aunque el consenso de los analistas fuera que esta cifra superaba el valor real de la empresa. Para Microsoft no se trataba solo de una inversión financiera, sino también de un avance estratégico en Internet.
La más reciente inyección de capital a Facebook, 27,5 millones de dólares, fue liderada por Greylock Venture Capital, fondo de inversión con fuerte vínculo con la CIA. Uno de los socios de Greylock es Howard Cox, según el diario The Guardian, pertenece al fondo de inversión en capital de riesgo de la CIA.
En julio de 2009 Mark Zuckerberg hizo público que Facebook había alcanzado los 250 millones de usuarios. El 15 de septiembre del mismo año anunció que superaba los 300 millones, y el 2 de diciembre que ya contaba con más de 350 millones. En septiembre de 2011 contaba con más de 800 millones de usuarios, alcanzando los mil quinientos millones en 2015.

### Interrupción del servicio global del 4 de octubre de 2021
El 4 de octubre de 2021, Facebook tuvo su peor interrupción desde 2008. La interrupción tuvo alcance global y eliminó todas las propiedades de Facebook, incluidas Instagram y WhatsApp, desde las 15:39 UTC hasta las 22:05 UTC, y afectó a unos a tres mil millones de usuarios. Los expertos en seguridad identificaron el problema como una retirada BGP de todas las rutas IP a sus servidores de nombres de dominio (DNS), que en aquel momento eran todos autohospedados. La interrupción también afectó a todos los sistemas de comunicaciones internos utilizados por los empleados de Facebook, lo que interrumpió los esfuerzos de restauración.

#### Meta Verified
En febrero de 2023, Mark Zuckerberg anunció Meta Verified, programa que, mediante un pago se podrá verificar cualquier cuenta y otorgarle la insignia azul.

## Servicios
- Muro: El muro (wall en inglés) es un espacio en cada perfil de usuario que permite que los amigos escriban mensajes para que el usuario los vea. Solo es visible para usuarios registrados. Permite ingresar imágenes y poner cualquier tipo de logotipos en la publicación. Una mejora llamada supermuro permite incrustar animaciones Flash, etc. En noviembre de 2011, Facebook comenzó a implementar un sustituto del muro, el cual llevará por nombre Biografía (ver abajo).

### Biografía

Símbolo de Facebook.

Botón «Me gusta».

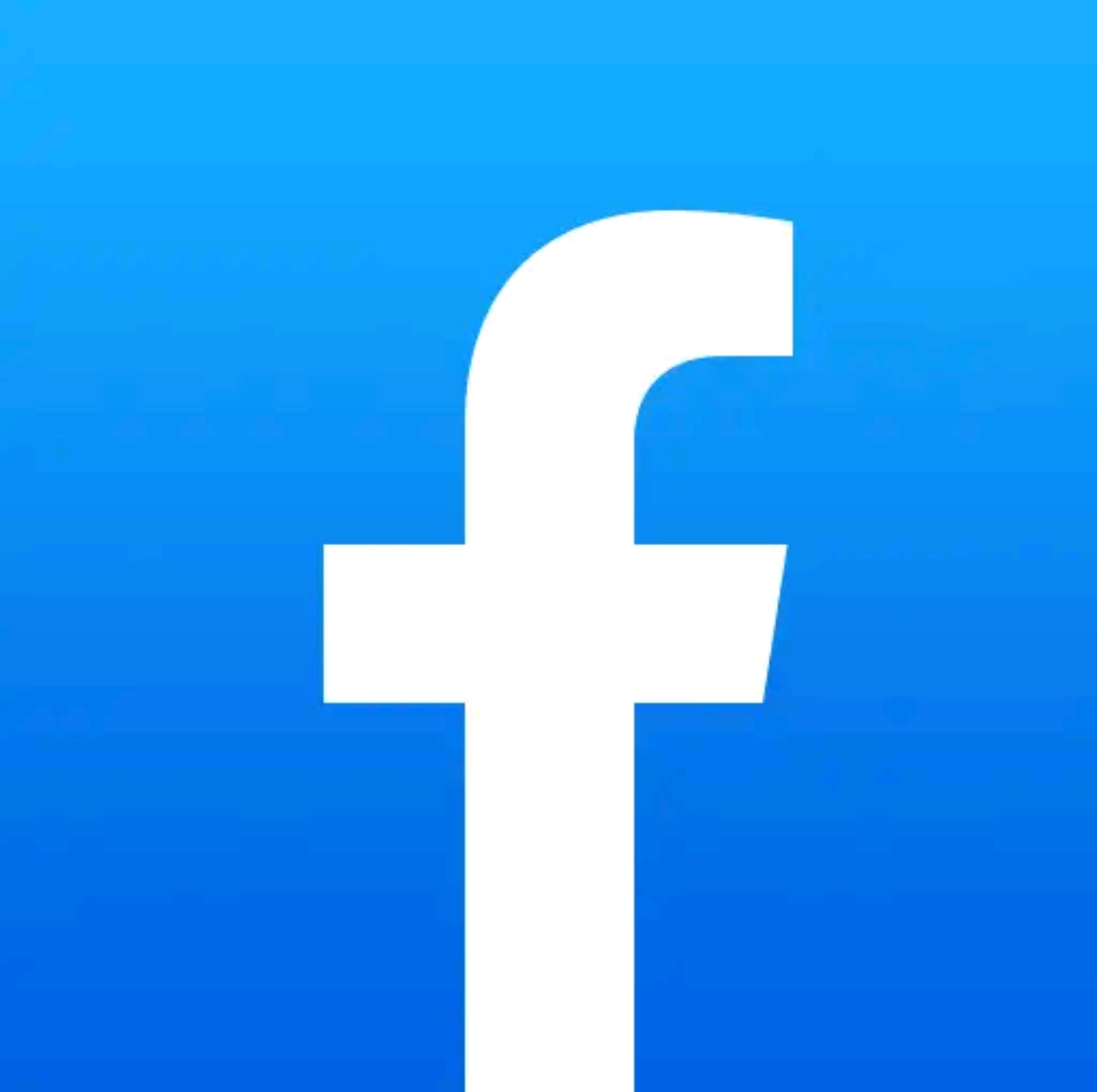
Logo de la Aplicación de Google Play Store

En noviembre de 2011, Mark Zuckerberg anunció una nueva presentación para Facebook. Se trata de la Biografía (Timeline Línea del tiempo en inglés), que reemplazará al Muro. Se publicó en diciembre del mismo año, y tiene como objetivo agilizar y optimizar el paseo de los usuarios por los perfiles de todos los contactos. Contiene algunas mejoras, como por ejemplo, fecha exacta de publicaciones, actualizaciones de estado, comentarios, etc., y brinda la posibilidad de llegar a ellas casi de inmediato, aunque sean muy antiguas. Permite agregar una foto de portada adicional en la parte superior del perfil de la persona (esta es visible para todo el mundo, y no se puede cambiar la privacidad), mantiene ordenadas y organizadas las actividades de la persona: Lista de amigos, Me gusta en las páginas seleccionadas por el usuario, información personal, suscripciones, etc.; también es posible agregar eventos que pasaron antes que el usuario se registrara en Facebook.
Los usuarios tienen la posibilidad de activarla o conservar el antiguo aspecto del Muro, aunque su duración es transitoria, ya que si el usuario no activa la Biografía, los mismos organismos de Facebook han de hacerlo en una fecha no especificada, que ha sido objeto de diversas controversias por varios usuarios que señalan que sería en un día específico, y que de no activar la Biografía la cuenta sería cancelada para el usuario. El 30 de marzo de 2012, los organismos de Facebook implementaron la Biografía para las páginas, que sí fue obligatoria para todo el mundo.
Sin embargo, este nuevo método no ha sido bien recibido por muchas personas alrededor del mundo, sobre todo refiriéndose a América Latina. Muchos usuarios argumentan sentirse demasiado incómodos por las nuevas funcionalidades y detalles de la Biografía, argumentando y exigiendo el regreso del Muro. No obstante, desde agosto de 2012 hasta noviembre del mismo año, Facebook reemplazó gradualmente los Muros por las Biografías (haciéndolas obligatorias para todos).
En marzo de 2013, la web "Mashable" filtró imágenes del nuevo cambio de imagen de la red social de Zuckerberg. Algunos de los cambios filtrados son la desaparición de las miniaturas de la derecha del nombre del usuario; además la columna donde se escriben las publicaciones pasará a localizarse a la derecha en vez de a la izquierda. Así se amplía el espacio para visualizar las opiniones personales, entre otros cambios.

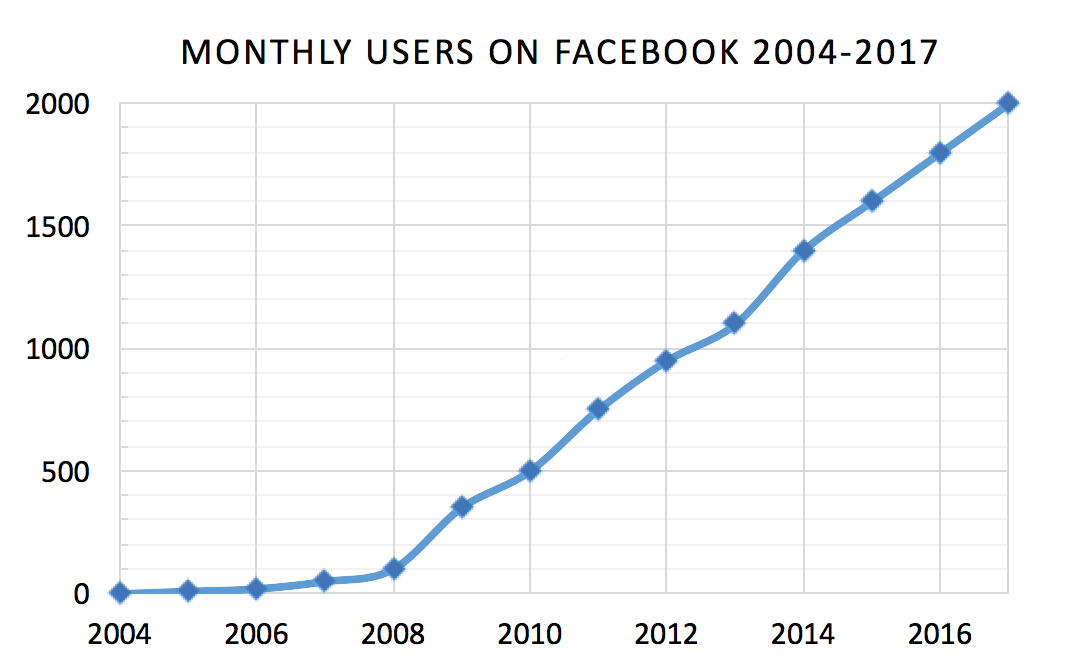
Popularidad de Facebook. Gráfico nivel de popularidad de Facebook medido en millones de usuarios desde año 2004 al año 2011.

Actualmente Facebook ofrece una variedad de servicios a los usuarios, como los que se mencionan a continuación:
- Lista de amigos: En ella, el usuario puede agregar a cualquier persona que conozca y esté registrada como usuario de Facebook, el usuario puede enviar la solicitud de amistad a otra persona, siempre y cuando si la otra persona decide aceptarla. En Facebook se pueden localizar amigos con quienes se perdió el contacto o agregar otros nuevos con quienes intercambiar fotos o mensajes. Para ello, el servidor de Facebook posee herramientas de búsqueda y de sugerencia de amigos.
- Chat: Servicio de mensajería instantánea en dispositivos móviles y computadores a través de Facebook Messenger. Permite a sus usuarios tener conversaciones con una persona[26] o un grupo de personas,[27] además de poder hacer llamadas[28] y videollamadas. Facebook Messenger tiene nuevas funciones, como evitar que personas que no están en tu lista de amigos en Facebook te puedan mandar mensajes, Facebook protege a los usuarios que para que no reciban solicitudes de mensajes de cualquier persona desconocida en Facebook, sea Amigos en común o Amigos que no tiene en común, esa función está en la aplicación Facebook Messenger en el icono de perfil del usuario de Facebook Messenger, Preferencias Privacidad y entrega de mensajes.[29] La aplicación de Android tiene soporte integrado para SMS y "Chat Heads", fotos de perfil circulares que salen por pantalla independientemente de la aplicación en la que esté el usuario[30] para avisarle de que un contacto le ha mandado un mensaje. Tanto la aplicación de Android como la de iOS tienen soporte integrado para varias cuentas de Facebook,[31] encriptado de extremo a extremo[32] y "juegos instantáneos".[33] Algunas funcionalidades, como enviar dinero[34] y solicitar transporte,[cita requerida] son exclusivas de Estados Unidos.[34] En 2017, Facebook añadió "Messenger Day", una funcionalidad que permite a los usuarios compartir fotos y vídeos en un formato específico llamado "historia" a todos sus amigos, el cual acabará borrado pasadas 24 horas. Se puede reaccionar a estas "historias" con un emoji,[35] y se puede mencionar a otros usuarios para enviarles una notificación.[35]
- Grupos y páginas: Es una de las utilidades de mayor desarrollo reciente. Se trata de reunir personas con intereses comunes. En los grupos se pueden añadir fotos, vídeos, mensajes, etc. Las páginas, se crean con fines específicos y a diferencia de los grupos no contienen foros de discusión, ya que están encaminadas hacia marcas o personajes específicos y no hacia ningún tipo de convocatoria. Los grupos tienen su normativa, entre la cual se incluye la prohibición de grupos con temáticas discriminatorias o que inciten al odio y falten al respeto y la honra de las personas. Si bien esto no se cumple en muchas ocasiones, existe la opción de denunciar y reportar los grupos que vayan contra esta regla, por lo cual Facebook incluye un enlace en cada grupo el cual se dirige hacia un cuadro de reclamos y quejas, por esta razón existen personas dentro de los grupos a los que se les asigna el rol de moderador, para que verifiquen con cierta frecuencia publicaciones y comentarios; así como también aprobar o rechazar solicitudes de miembros que puedan ser bots o spammers. Los grupos de Facebook, también se han utilizado para fines educativos encontrado resultados alentadores aunque no mejores que los de las plataformas desarrolladas para estos fines como Moodle.[36]
- Fotos: Según Facebook,[37] hay:
  - 5 mil millones de fotos de usuario.
  - 160 terabytes de almacenaje.
- Regalos: Los regalos o gifts son pequeños íconos con un mensaje. Los regalos dados a un usuario aparecen en la pared con el mensaje del donante, a menos que el donante decida dar el regalo en privado, en cuyo caso el nombre y el mensaje del donante no se exhibe a otros usuarios.

Una opción "anónima" está también disponible, por la cual cualquier persona con el acceso del perfil puede ver el regalo, pero solamente el destinatario verá el mensaje. Algunos regalos eran gratuitos y el resto cuestan un dólar (es necesario un número de tarjeta de crédito o cuenta Paypal). La función de Regalos ya no existe desde que se implementó las biografías.
- Estado civil: Facebook ofrece la opción de poner si eres soltero, casado, divorciado o incluso "Es complicado" cuando la vida amorosa del usuario es de difícil definición.
- Botón «Me gusta»: Esta función aparece en la parte inferior de cada publicación hecha por el usuario o sus contactos (actualizaciones de estado, contenido compartido, etc.), se caracteriza por un pequeño ícono en forma de una mano con el dedo pulgar hacia arriba.[38] Permite valorar si el contenido es del agrado del usuario actual en la red social, del mismo modo se notifica a la persona que expuso ese tema originalmente si es del agrado de alguien más (alguno de sus contactos).[39][40] Anteriormente iba a ser llamado "Me impresiona" pero los usuarios decidieron nombrarla "Me gusta", aunque también es llamado incorrectamente en español con el término "Like".[41]

Gráfico de usuarios por edades.

- App Center: Contendrá de las mejores apps disponibles para la red social. Mostrará los hábitos de cada persona, las aplicaciones que estén más relacionadas con su actividad diaria. Se podrá ingresar a la tienda desde internet como dispositivos móviles. Cada aplicación tendrá una página con descripción, que incluirá imágenes y opiniones de usuarios.[42]
- Aplicaciones: Son pequeñas aplicaciones con las que puedes averiguar tu galleta de la suerte, quien es tu mejor amigo, descubrir cosas de tu personalidad, etc.
- Juegos: La mayoría de aplicaciones encontradas en Facebook se relacionan con juegos de rol, juegos parecidos al Trivial Pursuit (por ejemplo geografía), o pruebas de habilidades (digitación, memoria). Entre los más célebres se encuentran los juegos de Playfish, como Pet society, los juegos de Zynga como FarmVille[43] y CityVille.
- Sátira: Una herramienta en progreso, para distinguir noticias de parodias de sitios web, ayudando a los usuarios a distinguir las noticias satíricas.[44]

### Apps para móviles
- App Facebook: App desarrollada para la mayoría de las plataformas de teléfonos inteligentes existentes, está centralizaba la gestión de Facebook que luego se separaron en apps independientes.
- Messenger: El servicio de chat que antes era parte de la app principal, ahora funciona de forma independiente, permite incluso llamadas de voz pero solo limitado a sistema iOS.
- Poke: Una app para mensajes "efímeros". Independiente de Messenger y requiere que ambos contactos tengan Poke. Descontinuado desde mayo de 2014[45] Reemplazado por Slingshot que es básicamente igual solo que ahora también envía y recibe fotos y vídeos "efímeros" (Disponible desde junio de 2014)
- Camera: App para subir fotografías, integrado con la app principal.[45]
- Administrador de páginas: App para que el administrador de una página pueda rápidamente gestionarlas.
- Facebook Groups: Básicamente igual que la app Administrador de páginas, pero con los grupos. Ambas están disponibles desde noviembre de 2014.
- Facebook Lite: Es casi lo mismo que Facebook. Pero pesa menos, aproximadamente 3.16MB por las actualizaciones. Utiliza redes 2g y conexiones lentas. Es apta para celulares y tabletas Android con versiones antiguas.

### Mensajería
Todas son independientes e incapaces de operar entre sí.
- Facebook Messenger (app y web).
- Poke y Slingshot.
- Videollamadas (un programa .exe que se instala para Windows Vista en adelante, para activar chat de vídeo en la página web de Facebook).

### Internet
Internet.org es una compañía de Facebook en asociación con seis empresas de telefonía móvil (Samsung, Ericsson, LG, MediaTek, Nokia, Opera Software y Qualcomm) que pretende acercar el acceso asequible a Internet a todo el mundo mediante el aumento de la asequibilidad, el aumento de la eficiencia, y facilitar el desarrollo de nuevos modelos de negocio en torno a la provisión de acceso a Internet. Internet.org fue lanzado el 20 de agosto de 2013. Kenia, Tanzania, Indonesia y Colombia han sido los primeros países en el mundo en adoptar Internet.org.

### Realidad aumentada
En abril de 2017, Facebook anunció el lanzamiento de filtros de realidad aumentada y experiencias interactivas como novedades en la plataforma Camera Effects. Esta plataforma es una plataforma abierta, de manera que cualquier programador puede desarrollar sus propios efectos, Facebook optó por esta forma de diseño porque acabará obteniendo una base de efectos mucho más amplia que otras apps cuya plataforma de efectos es cerrada.
Mark Zuckerberg al añadir este cambio a la plataforma anunció en la Facebook F8 que se imaginaba tres caminos distintos en cuanto a los efectos de realidad aumentada: la posibilidad de añadir objetos a la cámara que dieran al usuario información adicional como por ejemplo direcciones o reseñas de un sitio, superponer objetos de realidad aumentada a objetos reales, o añadir simples efectos a las selfies.
Y aunque en un inicio cuando Facebook hizo el lanzamiento de su plataforma Camera Effects estaba destinada al entretenimiento de los usuarios, a partir de mayo de 2018 anunció que las marcas podrían crear sus propios efectos de realidad virtual en Facebook Messenger para publicitarse dentro de la propia app.
Con esta nueva incorporación permitió solucionar el problema de muchos usuarios asiduos a las compras en línea, el de no poder visualizar el producto de una manera realista. Con la integración de la AR los usuarios de Messenger pueden tener una idea más completa del producto y compartir sus fotografías que contengan los efectos de AR y obtener feedback por parte de otros usuarios.
Las primeras marcas en confiar en la nueva incorporación de la plataforma fueron Sephora, Nike, ASUS y KIA.

### Edad mínima para ser usuarios registrados en Facebook
Facebook requiere que los usuarios tengan una edad mínima de 13 años para crear una cuenta (en algunas jurisdicciones, el límite de edad puede ser superior). La creación de una cuenta con información falsa constituye una infracción de las Condiciones de Facebook. Eso incluye las cuentas registradas en nombre de un menor de 13 años.
Si un usuario tiene menos de 13 años y está registrado como usuario de Facebook, su cuenta de Facebook le será suspendida definitivamente por violar las normas comunitarias y condiciones de Facebook.

### Servicios de pago
En febrero de 2023, Mark Zuckerberg anunció que se implementarían servicios de pago, como la verificación de cuenta.

## Facebook en números
Facebook tiene alrededor de 2 320 millones de usuarios registrados alrededor de todo el mundo. De acuerdo a Alexa.com, en sus inicios la página subió del lugar número 60 de las más visitadas al número 7 en un año. Actualmente se encuentra en la posición 2. Quantcast la pone en el lugar número 16, y Compete.com en el 20. La página es la más popular para subir fotografías, con estadísticas de más de 83 millones de fotos subidas a diario. El 3 de noviembre de 2007, había siete mil (7000) aplicaciones en el sitio, cien agregadas cada día; y en enero de 2010 superan las 500 000.[cita requerida]
Desde su lanzamiento, Facebook ha crecido muy rápidamente hasta 2018, donde empezó a decaer. Facebook superó los 100 millones de usuarios registrados en 2008, y los 500 millones en julio de 2010. Según declaración de la compañía en julio de 2010, la mitad de los usuarios usaban Facebook diariamente, con una media de 34 minutos, mientras que 150 millones de usuarios accedían a la página web con el móvil.
En octubre de 2012, el número de usuarios activos en Facebook superó los mil millones, con 600 millones de usuarios de móvil, 219 mil millones de fotos subidas, y 140 mil millones de amistades. El hito de dos mil millones de usuarios fue superado en junio de 2017.
En noviembre de 2015, se ponía en duda si la medida de los usuarios activos por mes era suficientemente precisa. Facebook cambió entonces esa medida para tener en cuenta cualquier usuario que, durante un cierto mes, se conecte al menos una vez mediante el ordenador o desde la app móvil a Facebook, o que use la aplicación de Facebook Messenger. La gran diferencia con la medida antigua es que ya no se tiene en cuenta aquellos grupos externos que utilizaban los servicios de integración de Facebook.
Desde 2017 a 2019, el porcentaje de estadounidenses mayores de 12 años que utilizan Facebook bajó del 67% al 61% suponiendo un total de 15 millones de usuarios menos, con una caída mayor entre los más jóvenes: en 2015 el porcentaje de estadounidenses entre 12 y 34 años que utilizaban Facebook era del 58%, el cual bajó al 29% en 2019. Esta disminución se debe sobre todo por el aumento en popularidad de Instagram, del cual también es dueño la compañía Meta.
El número de usuarios activos diarios experimentó una bajada trimestral por primera vez desde su inicio en 2007-2008 en el último trimestre de 2021, pasando de 1 930 millones a 1 929 millones, pero volvió a aumentar en el trimestre siguiente a pesar de estar prohibido en Rusia.
Históricamente, los comentaristas han ofrecido predicciones sobre el declive de Facebook, basándose en que la comunidad de usuarios se reduce, las dificultades legales debido a que es un jardín vallado, no se puede generar dinero, no hay privacidad para el usuario, y que además Facebook en sí podría ser reemplazado por una nueva red social.

## Impacto internacional

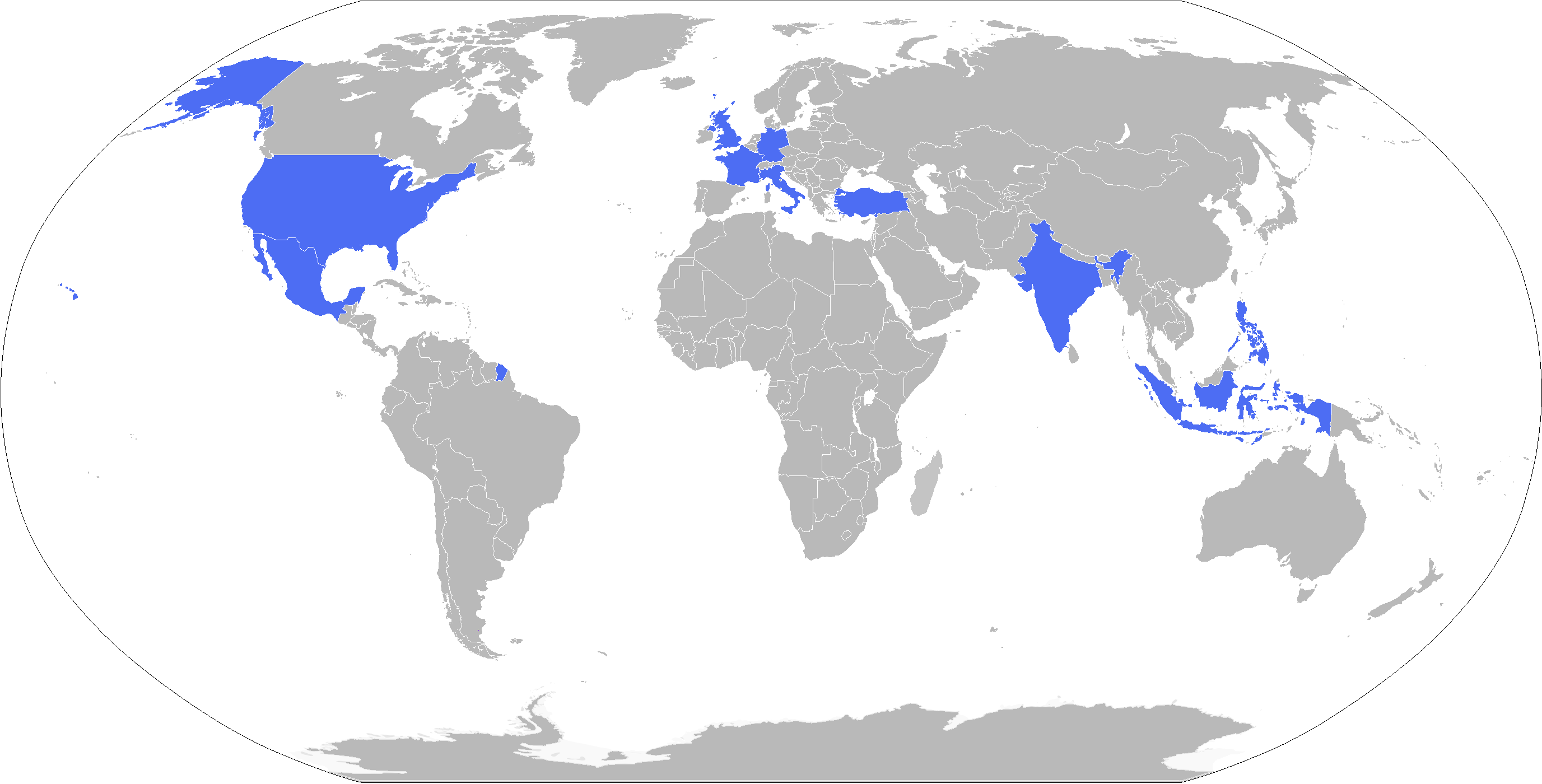
Los diez países con más usuarios en Facebook.

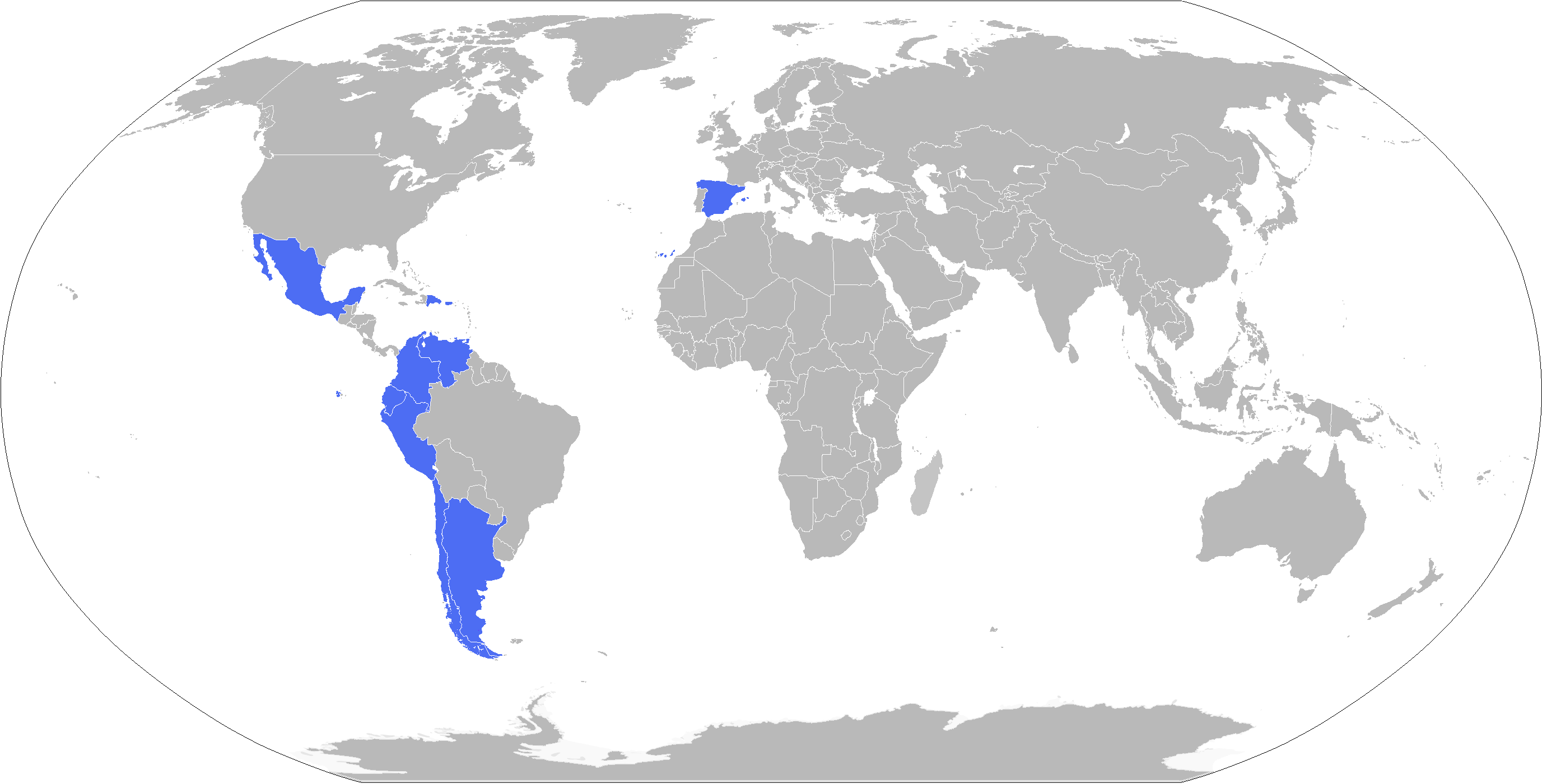
Los diez países de habla hispana con más usuarios en Facebook.

En Venezuela, según una prueba realizada por la Universidad de Carabobo, un 80 % de los jóvenes entre 13 y 22 años son usuarios de Facebook activos, mientras que totalizando a la población general, más del 70 % de los venezolanos, utilizan Facebook activamente, teniendo una cantidad de usuarios de aproximadamente 25 millones de personas.
En Chile, por ejemplo, se han realizado estudios respaldados por universidades que afirman que el 73 % de los jóvenes chilenos de entre 13 y 29 años son usuarios de Facebook.
En Perú, en el APEC Perú 2016 se reveló que el 55 % de peruanos (17 millones) usa Facebook en todos los meses del año, y al día están activos 11 millones de usuarios, lo cual convierte a la plataforma en una gran oportunidad para el desarrollo de las PYMEs peruanas. Prueba de ello, es que existen 66 millones personas en el mundo que están conectadas con una pyme peruana a través de Facebook, lo que la convierte en una plataforma digital para llegar audiencias en el exterior, que podrán convertirse en potenciales clientes.
La película The social network, dirigida por David Fincher, fue estrenada el 1 de octubre de 2010; basada en el libro Multimillonarios por accidente, de Ben Mezrich (Alienta Editorial: 2010, ISBN 978-84-92414-20-8), narra el nacimiento de Facebook. Sin embargo, su creador no está satisfecho porque dice que no se ajusta a la realidad.
Un reciente estudio sobre el acceso de los usuarios a las redes sociales asegura que el 90 % de los jóvenes Millennials acceden al menos una vez al día a Facebook y que el 50 % hace uso de WhatsApp como medio para comunicarse. Además compara el tráfico de usuarios en la región y revela que Argentina es en el país donde acceden con mayor frecuencia. 
Los datos de Facebook se utilizan para diferentes investigaciones científicas. Un estudio examinó cómo los usuarios de Facebook interactúan con las noticias compartidas socialmente y muestran que las elecciones de los individuos desempeñaron un papel más importante en la limitación de la exposición al contenido transversal. Otro estudio encontró que la mayoría de los estudiantes de ciencias de la salud adquirieron materiales académicos de otros a través de Facebook.
Las señales de Facebook también se utilizan en la evaluación de la calidad de los trabajos científicos.

## Facebook en otros idiomas
El idioma base de Facebook es el inglés de Estados Unidos. Los otros idiomas los traducen los usuarios de forma desinteresada y no lucrativa mediante una aplicación que hay para ello llamada Translation. Facebook en español fue el primer idioma distinto del inglés y el proceso de traducción se completó en febrero de 2008. Colaboraron más de 1500 usuarios para traducirlo en menos de 1 mes.

## Críticas
Facebook ha recibido diversidad de críticas desde que alcanzó difusión global, debido a su importancia y escala. Especialmente por sus términos de uso, en cuanto a datos e imagen, y el acceso a la información de los usuarios una vez dados de baja. También debido al alcance que está teniendo entre menores, sus efectos psicológicos y sus alarmantes políticas de privacidad. Por ejemplo Facebook ha solicitado patentes para: usar la cámara de tu móvil para detectar tus emociones cuando lees algo, usar el micrófono de tu móvil para determinar qué estás viendo en la tele y si bajas el volumen cuando se emita publicidad, averiguar cuántas horas estás durmiendo, con quien te quedas y adónde vas, averiguar si estás soltero o no y de cuáles políticos estás hablando, determinar las características de tu personalidad, por ejemplo si eres extrovertido o emocionalmente estable, y determinar tu dirección postal.
En el momento de aceptar el contrato de términos de uso de la comunidad, el usuario cede la propiedad exclusiva y perpetua de toda la información e imágenes que agregue a la red social. 

“Usted le otorga a Facebook el derecho irrevocable, perpetuo, no exclusivo, transferible y mundial (con la autorización de acordar una licencia secundaria) de utilizar, copiar, publicar, difundir, almacenar, ejecutar, transmitir, escanear, modificar, editar, traducir, adaptar, redistribuir cualquier contenido depositado en el portal”.
Facebook. Licencia y términos de uso.

En suma, esas condiciones de la licencia le ofrecen a Facebook la propiedad comercial de todo lo que tiene que ver con la vida privada de cada miembro de la red. Aunque el director ejecutivo Mark Zuckerberg, declaró, para tranquilizar a los usuarios, que "nunca se utilizará esta información fuera del servicio Facebook", la red social obtiene facultad de utilizar esta información como desee. El 21 de abril del año 2010 se dio a conocer que Facebook planea hacer visibles las páginas web consultadas por sus usuarios, lo que ha levantado polémica debido a la pérdida de la privacidad. "Pasamos de una situación donde no teníamos un control suficiente, a otra donde Facebook vuelve públicas categorías enteras de informaciones, en una lógica de negocios" según Kurt Opsahl, abogado de Electronic Frontier Foundation dedicada a la defensa de los internautas.
Si se quiere dar de baja una cuenta, el proceso es muy largo, debido a que Facebook la mantiene activa "en caso de que el usuario decida reactivar su cuenta", y así mismo mantiene copias de esa información indefinidamente. Y en caso de defunción del usuario, su cuenta es mantenida "activa bajo un estado memorial especial por un período determinado por nosotros para permitir a otros usuarios publicar y ver comentarios".
En el caso de Nipón Das, director de una consultoría de biotecnología en Estados Unidos, logró eliminar la mayor parte de la información de su perfil, cuando se comunicó por correo con representantes del servicio de atención al cliente, amenazando con tomar acción legal. Aunque aún después de esto un reportero encontró el perfil completo de Das.
También hay un enlace en el que es posible dar de baja definitivamente el perfil y toda su información en el plazo de 15 días.
Desde instituciones públicas, hasta colegios y hasta el ex-CEO de Twitter Dick Costolo han criticado diferentes aspectos de Facebook. Quizás el aspecto más dramático de la expansión de Facebook sea el cambio de los hábitos intelectuales.
En 2011, se creó el proyecto Europeo contra Facebook, iniciado por un ciudadano austríaco Max Schrems, el cual solicitó a Facebook información de su perfil, en respuesta, la red social entregó un paquete con poco más de 1200 archivos en formato PDF, lo cual motivó la creación del website, a modo de protesta. El Tribunal de Justicia de la Unión Europea pronunció en el año 2015 la sentencia Schrems que invalidó una decisión de la Comisión Europea sobre el Acuerdo de Puerto Seguro que regulaba la transferencia de datos personales desde la Unión Europea a Estados Unidos.
Entre las personas destacadas que advirtieron sobre el uso, se encuentra el expresidente estadounidense Barack Obama que inauguró el nuevo ciclo escolar en una escuela secundaria de Wakefield, en Virginia. Allí exhortó a los estudiantes de su país a: 

"Tengan cuidado con lo que suban a Facebook".
Barack Obama, septiembre de 2009.

En 2013, Karsten Gerloff, presidente de la Fundación de Software Libre de Europa (FSFE), pronosticó que la red social funcionaría hasta el año 2016, y el motivo principal de este hecho lo atribuyó a Facebook entre otras compañías toma a los usuarios como un producto que vender a sus verdaderos clientes: empresas y servicios secretos.

Facebook define quiénes somos. Amazon establece lo que queremos y Google determina lo que pensamos.
Karsten Gerloff, en julio de 2013

En 2013, la Universidad de Míchigan realizó un estudio entre varios jóvenes adultos con cuenta en Facebook y un teléfono inteligente, cuyos resultados demostraron que no era la red social la que los hacía más felices, sino la interacción con otras personas. La Universidad de Princeton, calificó al uso de Facebook como una epidemia, llegando a la conclusión de que, como cualquier otra enfermedad, el uso de Facebook acabaría por extinguirse y preveían que para el año 2017 habría perdido el 80% de sus usuarios activos.
Facebook fue señalada, entre otras compañías desarrolladoras de productos de tecnología informática punta, como una de las involucradas dentro del programa de vigilancia electrónica de alto secreto (Top Secret) PRISM, a cargo de la Agencia de Seguridad Nacional (NSA) de los Estados Unidos, según los informes y documentos filtrados por el ex informante y empleado de la Agencia Central de Inteligencia (CIA), Edward Snowden en junio de 2013.
Un reportaje de la BBC señaló que la red social invade la privacidad de sus usuarios con el fin de obtener dividendos para la compañía. De hecho, en septiembre de 2018 la Comisión Europea dio un ultimátum de tres meses a Facebook para que adaptase sus prácticas a la normativa de consumo de la UE. Bruselas también amenazó con sanciones a la red social estadounidense en caso de que sus términos y condiciones sigan sin regirse por las leyes europeas de protección de los consumidores. La CE también indicó que quiere que Facebook sea clara con los usuarios sobre "cómo opera y hace dinero". La comisaria europea de Justicia, Consumidores e Igualdad de Género, Věra Jourová, también especificó que "no mucha gente sabe que Facebook ha hecho accesible esa información a terceras partes o que, por ejemplo, tiene todos los derechos de autor sobre cualquier foto o contenido que subes, incluso después de borrar la cuenta".

### Grooming
Una controversia muy fuerte ligada a Facebook, tiene que ver con la facilidad de esta red social de propiciar la creación de perfiles, lo cual convirtió a la red social en una herramienta ideal para la práctica del grooming (engaño pederasta). Debido a la facilidad de acceso a una cuenta de esta red, se reportan a diario casos de engaño pederasta en los cuales los agresores acceden mediante la creación de perfiles falsos, iniciando la captación de posibles víctimas a través del envío de solicitudes de amistad. En la mayoría de los casos, los groomers ingresan con perfiles falsos y haciéndose pasar por menores para obtener de forma más segura datos e información de las víctimas, garantizando en muchos casos una interacción exitosa. Muchos de estos casos desembocan en abusos sexuales, secuestros y en el peor de los casos, la muerte de las víctimas.
Al mismo tiempo, no solo el grooming es practicado en esta red, ya que con la misma modalidad se han conocido casos de engaños entre personas adultas, teniendo en muchos de ellos finales similares a los expuestos, sumándose también situaciones de robos, citas engañosas, estafas, etc.

### Cambridge Analytica
El 17 de marzo de 2018, The New York Times, The Guardian y The Observer denunciaron que la empresa Cambridge Analytica estaba explotando información personal de los usuarios de Facebook, adquirida por un investigador externo que afirmaba estar haciéndolo para fines académicos. Cambridge Analytica fue acusada de haber obtenido la información de millones de usuarios de Facebook, atentando contra las políticas de uso de la red social y de haber utilizado esos datos para crear anuncios políticos. The Guardian informó además que Facebook había tenido conocimiento de esta violación de seguridad durante dos años, pero no hizo nada para proteger a sus usuarios.
Varios políticos utilizaron la información de la violación de datos para tratar de influir en la opinión pública. Los eventos políticos en los que pagaron a Cambridge Analytica por usar información de la violación de datos incluyen los siguientes:
- Campaña presidencial de 2015 del político estadounidense Ted Cruz.[112]
- Campaña presidencial de 2016 de Donald Trump.[113]

El uso indebido de la información personal de aproximadamente 50 millones de usuarios de Facebook por parte de Cambridge Analytica fue revelado por Christopher Wylie, un exempleado de la empresa.
En septiembre de 2018, una investigación realizada por el Pew Research Center, concluyó que tras descubrirse el caso de Cambridge Analytica, uno de cada cuatro estadounidenses eliminó la aplicación de Facebook de su teléfono móvil.
En octubre de 2018, el drama llegó a su fin en Europa, la red social fue multada en el Reino Unido con 500 000 libras (565 000 euros) esta "violación" de las leyes sobre protección de datos personales en relación con el escándalo.
Más adelante, Facebook anunció la aplicación del protocolo GDPR por su plataforma en todo el mundo, entre otras medidas para afianzar la seguridad.

### Acceso libre a 419 millones de teléfonos
El jueves 5 de septiembre de 2019 TechCrunch publicó que Facebook dejó durante un año un servidor sin ningún tipo de protección. En él se podían acceder a 419 millones de teléfonos, el identificador de Facebook asociado y algunos casos el nombre del usuario, su sexo y su país. El servidor estuvo accesible durante más de un año.
En abril de 2021, un gran conjunto de datos de más de 500 millones de usuarios de Facebook se puso a disposición de forma gratuita para su descarga. Abarcando aproximadamente el 20% de los suscriptores de Facebook, los datos supuestamente se obtuvieron explotando una vulnerabilidad que Facebook advierte que rectificaron en agosto de 2019. El valor principal de los datos es la asociación de números de teléfono con identidades; mientras que cada registro incluía el teléfono, solo 2,5 millones contenían una dirección de correo electrónico. La mayoría de los registros contenían nombres y géneros y muchos también incluían fechas de nacimiento, ubicación, estado civil y empleador.

### Enlaces a noticias
El Parlamento de Canadá ha aprobado una ley que requiere que las compañías como Facebook paguen a las fuentes de noticias por enlazar a sus artículos. Facebook respondió diciendo que no permitirá que se enlacen a noticias en sus plataformas en Canadá.

## Facebook Safety Check
Existe la sección «respuesta ante emergencias» donde se puede encontrar información de situaciones críticas recientes y, a través de la comprobación del estado de seguridad, se puede conectar con las personas cercanas (amigos y familiares) durante situaciones de emergencia. El objetivo de Facebook Safety Check es, por tanto, ser informado de la situación en la que se encuentran las personas cercanas al usuario y que el usuario también pueda informar de su situación cuando tienen lugar eventos peligrosos. Además, también permite buscar ayuda y ofrecerla a las personas que se encuentran afectadas por la situación. Otra opción que presenta la sección de Facebook es crear recaudaciones de fondos o poder hacer donaciones a estas, para colaborar en la tarea de recuperación de la zona afectada por una situación de emergencia. Los primeros miembros del organismo se anunciaron el 6 de mayo de 2020, con cuatro copresidentes que seleccionaron a los otros miembros junto con Facebook: el exjuez de circuito federal de EE. UU. y experto en libertad religiosa Michael McConnell, el derecho constitucional Jamal Greene, la abogada colombiana Catalina Botero Marino y la exjuez y ex primera ministra danesa Helle Thorning-Schmidt. Este organismo de control comenzó oficialmente su trabajo el 22 de octubre de 2020.

## Junta de Supervisión
La Junta de Supervisión es un órgano que toma decisiones sobre la moderación del contenido en la plataforma de Facebook, en particular sobre el manejo de quejas por contenido bloqueado o eliminado. Propuesto en noviembre de 2018 por Mark Zuckerberg, sus objetivos incluyen mejorar la imparcialidad del proceso de apelación, la responsabilidad de la supervisión por parte de una fuente externa y mejorar la transparencia.
<políticas de seguridad >